# Campañas de Augusto en África y Arabia
Las campañas de Augusto en África y Arabia fueron una serie de expediciones ordenadas por el emperador romano Augusto en el continente africano y la península arábiga entre los años 30 a. C. y 6 para asegurar el dominio de la cuenca del Mediterráneo y dominar las rutas comerciales con India y China.

## Antecedentes
A pesar de su naturaleza pacífica, el emperador Augusto siguió una agresiva política de expansión militar. Sólo Trajano y Marco Aurelio libraron simultáneamente en varios frentes como él. Su intención era asegurar el dominio romano en las costas de todo el Mediterráneo y Europa, llevando las fronteras romanas por el norte hasta los ríos Danubio y Elba.

## Fuerzas enfrentadas
Se desconoce el poderío militar de los reinos y tribus de las regiones afectadas por los conflictos. De las unidades romanas en la zona se sabe que en el frente egipcio estaban las legiones III Cyrenaica, VI Ferrata, XII Fulminata y XXII Deiotariana, mientras que en el africano occidental a la III Augusta.

## Campaña deArabia Felix

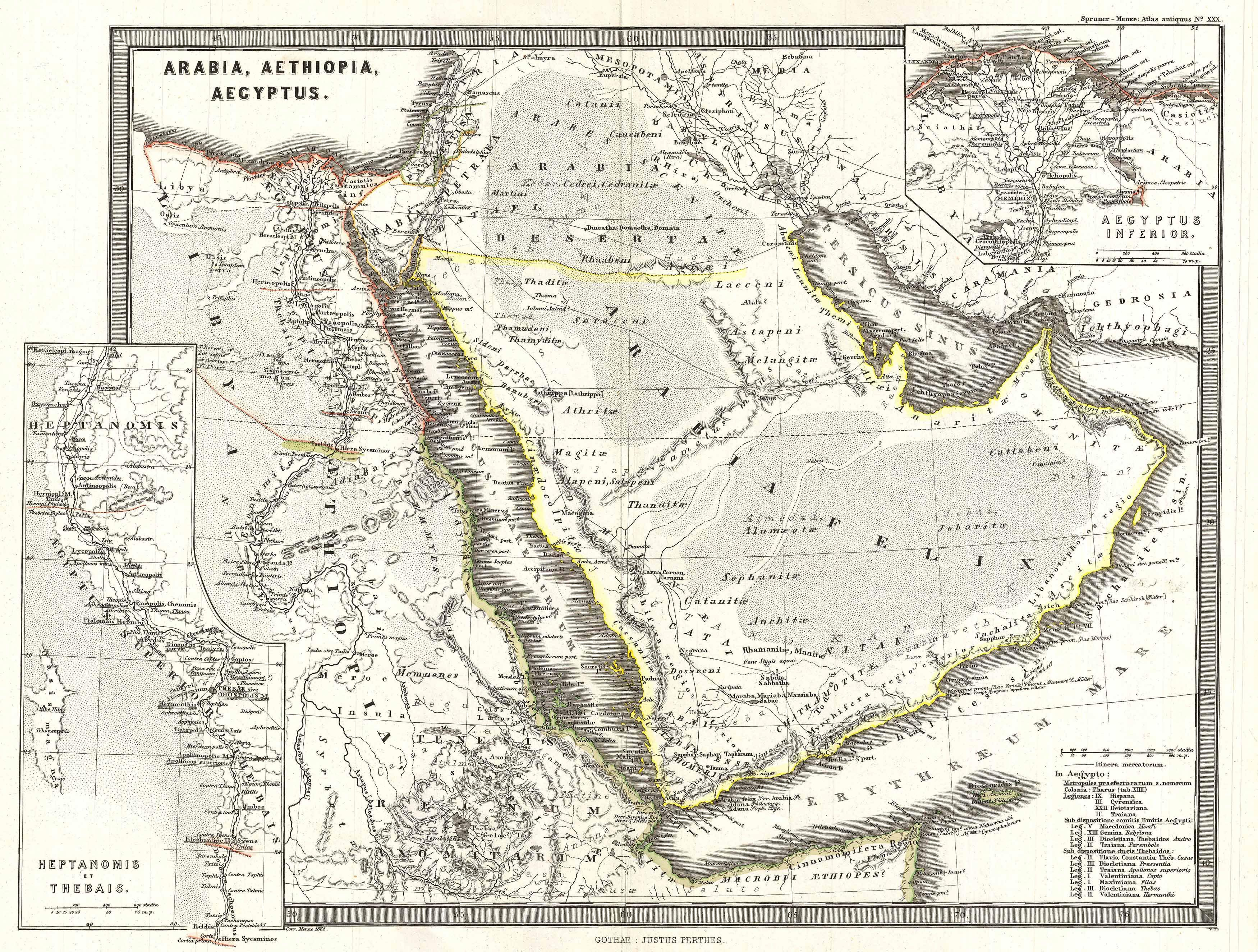
Mapa de Arabia y Egipto en la Antigüedad. También pueden apreciarse a los actuales Sudán y Etiopía.

En 25 a. C., el prefecto de Egipto, Elio Galo, sometió una revuelta en Heroónpolis y luego lanzó una campaña hacia Arabia Felix (actual Yemen), gobernada por el rey Sabor, llevándose parte de la guarnición de la provincia. Esta era de tres legiones, nueve cohortes extras y tres cuerpos de caballería, un tercio en Alejandría.
La campaña tenía la intención del Imperio era arrebatar a los nabateos el monopolio del comercio de los productos aromáticos, oro y plata que venían por esa región o las rutas que llevaban a la India. Se esperaba también ganar el control del actual mar Rojo e iniciar la exploración de Aethiopia. La promesa de auxilio de los nabateos le dio la confianza suficiente al prefecto para iniciar la expedición.
Galo cometió el error de construir 80 birremes, trirremes y lanchas largas en Cleopatris, naves de guerra totalmente innecesarias porque los árabes no eran hábiles navegantes. Cuando se dio cuenta del error hizo fabricar 130 transportes con los que llevó a 10.000 soldados de infantería, incluidos 500 judíos y 1.000 nabateos mandados por Syllaios, ministro del rey Obodas III, a Leucê Comê. Perdió muchos navíos y tripulaciones en la difícil ruta.
Al parecer, Syllaios le aconsejó al prefecto no ir por tierra, a pesar de que los mercaderes árabes que venían de Petra en camello afirmaban que era una ruta mucho más fácil. Estrabón dice que el prefecto se encontró durante la guerra con un pueblo muy poco belicoso que pudo haber conquistado, pero no pudo por la traición de Syllaios. El árabe los guio a través rutas tortuosas y desconocidas y los hizo desembarcar en costas sin puertos seguros, con rocas sumergidas o que eran inundadas por la marea alta. Sus intenciones era usurpar el poder de su rey, quien era poco dado a la administración y lo había dejado a cargo, así que el ministro deseaba acabar con los romanos que eran la garantía de la supervivencia de Obodas III.
En Leucê Comê el ejército romano fue afectado por una epidemia de escorbuto por las hierbas y agua nativas, y que obligó a permanecer ahí el verano y el invierno para recuperar a los enfermos. Pasado un largo tiempo la marcha se reinicio, demorando 30 días en llegar al reino de Aretas, un pariente de Obodas III, soportando un terrible camino y debiendo transportar el agua en camellos. Luego atravesaron Ararenê, región de nómadas y carente de caminos que les demoró otras 50 jornadas recorrer hasta llegar a la ciudad de Negrani (posiblemente La Meca), cuyo rey huyó y no encontró resistencia. Galo siguió hasta un río cercano a seis días de distancia donde se encontró un ejército de varias tribus árabes. Los nativos iban armados con hachas de doble filo y en menor medida con espadas, arcos y hondas, resultando fácilmente vencidos, quedando en el campo 10.000 cadáveres árabes frente a 2 romanos. Inmediatamente después tomaba la ciudad de Asca.
Los romanos siguieron hasta Athlula o Ahtrula (Baraqish), donde no encontraron resistencia, dejaron una guarnición y organizaron sus suministros. Luego siguieron hasta Mariba o Marsiaba (Marib), asediándola por seis días pero desistió por la falta de agua. En total, había pasado más de seis meses marchando por caminos equivocados por sus malos guías, y la mayoría de sus fuerzas había muerto de insolación, sed y enfermedades. A esto se sumaban la falta de suministros y el acoso de los locales, que empezaron a recuperar las localidades ocupadas por Galo aprovechando que sus guarniciones estaban diezmadas por las pestes.
Durante la retirada se dio cuenta de la traición de Syllaios, eligiendo otros caminos. Pasando por Negrana (donde sucedió la batalla), Hepta Phreata, Chaalla, Malotha y Egra hasta volver a territorio nabateo, demorando en volver dos meses solamente. Descansó en Myus para volver por tierra a Alejandría con los supervivientes. Apenas había perdido 7 soldados en combate. Syllaios no se libró, fue arrestado, enviado a Roma y decapitado. Era el 24 a. C..

## Nubia

Mapa de Egipto durante el reinado de Augusto.

Aprovechando que la provincia egipcia estaba parcialmente desguarnecida, en el 24 a. C., bajo el mando de la candace (reina) Amanirenas de Kush, 30.000 nubios empezaron a atacar el Alto Egipto, sitiando Tebaida y saqueando Syenê (Asuán), guarnecida por tres cohortes, Elefantina y File, esclavizando a sus habitantes y derribando la estatuas dedicadas al emperador Augusto. El nuevo prefecto, Publio Petronio, salió a enfrentarlos con 10.000 infantes y 800 jinetes. Ante esta fuerza, los nubios se retiraron a Pselchis, donde Petronio les siguió y envió embajadores para enterarse de la causa de su ataque. Los africanos respondieron que los nomarcas egipcios los agredieron primero, sin embargo, el prefecto arguyó que tenían que pedir al emperador una reparación por ser él quien gobierna Egipto. Luego exigió la liberación de los prisioneros y la devolución de lo robado, pero tras tres días sin respuesta los atacó, forzándolos a huir porque los nubios estaban peor organizados y armados sólo con escudos oblongos de piel de buey, lanzas, hachas y espadas. Luego la ciudad fue tomada. Muchos fueron tomados prisioneros y enviados a Alejandría en barcas. Petronio siguió a la fortificada Premnis (Qasr Ibrim), tomándola rápidamente.
La campaña de castigo lo llevó hasta Napata, asaltándola y haciendo gran botín y numerosos prisioneros. No quiso seguir al sur al juzgar que el territorio era muy difícil de atravesar. El prefecto se retiró a Premnis, cuyas defensas reconstruyó y dejó una guarnición de 400 soldados con suministros para dos años. De los prisioneros, a algunos los vendió como esclavos, otros murieron en el regreso y envió 1.000 a Roma para mostrarlos al emperador. Sin embargo, Amanirenas no dudo en intentar sitiar Premnis con varios miles de guerreros. El prefecto marchó rápidamente y llegó antes a la ciudad. Ahí recibió a los embajadores nubios que pidieron acordar la paz, pero Petronio se negó porque no tenía la autoridad, aunque no dudo en darles escolta y enviarlos a Samos, donde estaba el emperador y se negoció la paz. Era el 22 a. C..

## África Occidental
Se sabe que el 16 de agosto del 28 a. C. el procónsul de África, Lucio Autronio Peto, celebró un triunfo por sus victorias en la provincia, posiblemente sobre los nómades del Sahara. Posteriormente, el nuevo procónsul de África, Lucio Sempronio Atratino, celebraría otro triunfo el 21 de marzo del 21 a. C., seguramente por acciones similares. El 27 de marzo del 19 a. C., el procónsul Lucio Cornelio Balbo el Menor celebró un triunfo por sus victorias sobre los garamantes.
Alrededor del 15 a. C. el emperador nombró procónsul para Creta y Cirenaica a Publio Sulpicio Quirinio, quien realizó una campaña militar contra los bereberes garamantes y marmarides. Él pudo solicitar el cognomen Marmaricus pero era demasiado humilde para ello. Algunos autores creen que repitió la campaña en su segundo gobierno de la provincia, entre los años 1 a. C. y 2.
Entre los años 3 y 5, el procónsul Lucio Pasieno Rufo hizo una campaña contra los bereberes getulos y musulamis, logrando una ornamenta triumphalia. Es posible que era fuera la razón para aumentar el contingente militar en la provincia, que quedaría formado por las legiones XII Fulminata (en Dougga) y III Augusta. Posteriormente, en los años 5 y 6, el procónsul Coso Cornelio Léntulo dirigió una campaña contra esas tribus, obteniendo una ornamenta triumphalia y el cognomen Gaetulicus.

### Antiguas
- Dion Casio. Historia romana. Libros 53 y 55. Digitalizado en UChicago. Basado en traducción griego antiguo-inglés por Earnest Cary, volumen VI de Loeb Classical Library, 1917.
- Estrabón. Geografía. Libros 16 y 17. Digitalizado por UChicago. Basado en traducción griego antiguo-inglés por Horace Leonard Jones, basado en volumen VIII de edición de Loeb Classical Library, 1932.
- "Fastos Triunfales". En Degrassi, Attilio (1954). Fasti Capitolini recensuit: praefatus est, indicibus instruxit Atilius Degrassi. En aedibus I.B. Paraviae, pp. 90-110. Digitalizado en Attalus.
- Gayo Plinio Segundo. Historia natural. Libro 6 digitalizado por UChicago. Basado en edición de Karl Mayhoff, en latín, edición de Teubner, 1909. Véase también la versión de Perseus. Basada en traducción latín-inglés por John Bostock, Londres: Taylor and Francis, 1855.
- Hazañas del Divino Augusto (RGDA). Digitalizado por UChicago. Basado en edición de Loeb Classical Library, traducción latín-inglés por Frederick W. Shipley, 1924.
- Lucio Aneo Floro. Epítome. Digitalizado en inglés por Bill Mayer en UChicago. Véase Libro 2. Basado en la obra de 1929, por la Loeb Classical Library, traducción latín-inglés y edición por E. S. Forster. Por fechas, véase también versión digitalizada en 2003 por Livius.org. Basada en The Latin Library corregida con la edición de Paul Jal, Budé-edition, 1984. Traducción latín-inglés por Jona Lendering & Andrew Smith.
- Paulo Orosio. Historia contra los paganos. Traducción latín-inglés, introducción y notas por A. T. Fear, 2010, Liverpool University Press,  ISBN 9781846312397. Véase Libro 6. Versión en latín de Attalus (enlace roto disponible en Internet Archive; véase el historial, la primera versión y la última)., basada en edición de Karl Friedrich Wilhelm Zangemeister, 1889, Viena, corregida por Max Bänziger.
- Veleyo Patérculo. Compendio de la Historia romana. Digitalizado en inglés por Bill Mayer en UChicago. Véase Libro 2. Basado en la obra de 1924, por la Loeb Classical Library, traducción latín-inglés y edición por Frederick W. Shipley.

### Modernas
- Rodríguez González, Julio (2003). Historia de las legiones romanas. Madrid: Almena. Ilustrado por Dionisio A. Cueto. ISBN 9788496170025.
- Syme, Ronald (1933). "Some notes on the legions under Augustus". Revista Journal of Roman Studies. Vol. XXIII, Núm. 1, Cambridge, pp. 14-33.
- Syme, Ronald (1993). L'aristocrazia augustea. Rizzoli. ISBN 9788817116077.

- Datos: Q2935432